# Justo Arteaga Cuevas
Justo José Arteaga Cuevas (Santiago, 10 de abril de 1805-Santiago, 9 de julio de 1882) fue un militar chileno que alcanzó el grado de general de División y que fue nombrado comandante en jefe en Campaña del 8 de abril al 18 de julio de 1879.

## Ingreso y primeros años en el Ejército
Fue hijo de Domingo Arteaga Rojas, quien posteriormente fue teniente coronel de Ejército, y de Ana Josefa de las Cuevas. Su padre, que fue gran amigo y edecán del libertador Bernardo O'Higgins, lo hizo ingresar al Ejército con el grado de cadete cuando apenas tenía 9 años. Sin embargo su carrera militar fue suspendida por el triunfo realista en la batalla de Rancagua, dando como resultado el regreso del sistema colonial, comenzando así la Reconquista.
Durante el periodo denominados Patria Vieja terminó su formación juvenil y en 1819 fue ascendido al grado de subteniente del Regimiento "Granaderos de la Guardia de Honor". Esta unidad era la encargada de escoltar al director supremo.
En 1820 fue ascendido al grado de teniente segundo y al año siguiente, a teniente primero.

## Pronunciamiento contra el Gobierno
El 28 de enero de 1823 estalló el pronunciamiento de su unidad en contra del gobierno de Bernardo O'Higgins. El entonces teniente Justo Arteaga era el segundo ayudante del coronel argentino José Luis Pereira, comandante de la Guardia de Honor, entonces siguió a su jefe y se pegó a las banderas de la oposición. Le fue ordenado poner en conocimiento al general O'Higgins de la orden del oficial argentino, esta orden era la prohibición de O'Higgins de acercase al cuartel de la Guardia de Honor. Bernardo O'Higgins necesitaba estas tropas para imponerse al Cabildo de Santiago, entonces realizó una marcha hacia ese cuartel, ubicado en una parte del Convento de San Agustín. La marcha la realizó junto a sus edecanes e incluso con el padre de Justo Arteaga. El teniente Arteaga, consciente del peligro que corrían su padre y el director supremo, les indicó que había un grupo de fusileros que les iban a abrir fuego cuando se aproximaran al cuartel. O'Higgins se enfureció e hizo saber al coronel Pereira su inmediata presentación ante él. El coronel Pereira aceptó y O'Higgins se presentó al lado de Justo Arteaga, neutralizando el accionar de los fusileros de la torre.

## Actuación en la Campaña de Chiloé
En 1823 fue ascendido a capitán y en enero de 1826 se llevó a efecto la segunda campaña contra Chiloé, que culminó con la toma de la isla, tras una heroica resistencia de las fuerzas de Antonio de Quintanilla. El capitán Arteaga mereció, a partir de entonces, la medalla otorgada al "Ejército Libertador de Chiloé". En la isla de Chiloé participó en el ataque a las baterías de San Carlos de Ancud, en el combate de Pudeto y en el combate de Bellavista. Participó también en el tratado de Tantauco el 19 de enero de 1826, en el cual el general realista Antonio de Quintanilla entregó la isla de Chiloé a las fuerzas chilenas, luego de 7 años de resistencia.

## Actuación contra los hermanos Pincheira
En 1828 el Gobierno de Chile luchaba contra los hermanos Pincheira, que eran una famosa banda de asaltantes y cuatreros que actuaron entre 1818 y 1832 en Chile y Argentina. El entonces capitán Arteaga participó en la expedición contra este grupo, apoyando al gobierno de Francisco Antonio Pinto. El 20 de septiembre de 1829 ascendió al grado de Sargento Mayor y se fue destinado al Ejército del Sur, quedando bajo las órdenes del General Joaquín Prieto, llegando a ser su mano derecha y participando al año siguiente en la Batalla de Ochagavía.

## Guerra civil de 1851
En 1851 por sus ideas políticas, se le llamó a calificar servicios y debió salir del país, pero volvió para tomar parte en la revolución, uniéndose a las fuerzas que defendían la libertad de sufragio y que criticaban el fraude electoral que llevó a la presidencia a Manuel Montt Torres. Traicionó la causa liberal al no presentarse al combate de la Alameda de Santiago, convocada por la Sociedad de la Igualdad. Huyó a Cobija (Bolivia) donde enteró de la sublevación de La Serena, a las órdenes de José Miguel Carrera Fontecilla, hijo del prócer homónimo. Carrera hijo le nombró comandante del Ejército de Coquimbo, grado en el cual fue derrotado en la batalla de Petorca, ante fuerzas doblemente superiores. Vuelto a La Serena, hizo un golpe blanco que privó a Carrera del mando y lo mandó a la cárcel, dividiendo con esto a la oficialidad igualitaria.
La Serena fue bombardeada, tanto por el ejército chileno, como por la escuadra británica que a petición del presidente Montt actuó apresando a los dos vapores rebeldes; "Arauco" y "Firefly", ya que la armada chilena era completamente a velamen e inútil ante sus opositores. Además, desde Copiapó avanzó una columna de 1000 mercenarios argentinos que laboraban en las minas del Norte (Chañarcillo, Copiapó y Huasco) y que habían huido de la tiranía de Rosas, armados por José Joaquín Vallejo, agente del gobierno de Montt en Atacama.
Los fuertes serenenses fueron la gran obra de ingeniería militar de Justo Arteaga. En los combates se mantuvo fiero, al igual que Carrera, al cual se le permitía salir de su celda para combatir junto a los demás. Los artilleros fueron en su mayoría mineros de "Brillador" y otras minas de la provincia de Coquimbo, entre ellos, algunos veteranos de la Guerra Contra La Confederación Perú-Boliviana, por lo que se denominaban "yungayes".
Cuando se dio cuenta de que las posibilidades de éxito de la causa eran mínimas, decidió tomar un barco y exiliarse. La oficialidad y la tropa en tanto, desautorizó a su jefe y prosiguió la lucha hasta el 31 de diciembre de 1851, cuando se retiraron a Copiapó, donde había estallado la revolución al mando del comerciante Bernardino Barahona.
Una porción de rezagados fue interceptada por un escuadrón de mercenarios argentinos. Entre ellos venía un sacerdote chileno que intercedió entre los bandos logrando deponer las armas. Una vez, desprovistos de ellas, los gauchos degollaron a más de cuarenta mineros, hasta que una patrulla de caballería chilena logró detenerlos. Entre los líderes argentinos estaban Carlos Tejedor (futuro Ministro de Relaciones Exteriores de Argentina), Chacho Peñaloza, Juan Crisóstomo Álvarez y Felipe Varela.

## Guerra Hispano-Sudamericana
Fue reincorporado nuevamente al Ejército en 1862, como coronel. En 1865 fue nombrado por Decreto Supremo comandante general de Ingenieros. En 1866 mandó la I División de tropas que defendieron Valparaíso en la Guerra contra España.

## Guerra del Pacífico
En 1874 ascendió a general de División y el 8 de abril de 1879 fue nombrado General en Jefe del Ejército en Campaña durante la Guerra del Pacífico.
Sin embargo, su actuación durante su permanencia en el cargo hasta 18 de julio de 1879 ha sido fuente de controversia. Su nombramiento a sus 74 años es inusual y Arteaga es considerado por W. Sater como "senescente". Gonzalo Bulnes sostiene que su nombramiento no fue acertado:
para una empresa rápida, audaz, de violenta iniciativa, como la que anhelaba el Ministerio Prats, porque empresas de esa clase no se armonizan con la vejez, i Arteaga era un anciano que habia oido los disparos de la guerra de la Independencia, i concurrido a sus ultimas funciones de guerra, medio siglo antes.: 241 
Pero no solo su edad sino también su apego a la política diaria y a la defensa y apoyo de su familia:
"Arteaga tenia las condiciones propias de su edad: era susceptible, nada inclinado a escuchar el ajeno consejo. Desconfiaba de cualquiera colaboración estimándola como una depresión de su autoridad. En su concepto é1 i sus hijos se bastaban. Quería conservar integro el tesoro de atribuciones que le confería la Ordenanza del Ejército como Jeneral en Jefe en campaña, i alejaba de si cualquiera influencia que pudiera menoscabarla.: 243 
Más ácida es la crítica que hace el historiador estadounidense William F. Sater:: 170 
Justo Arteaga Cuevas era esclerótico, apático, fácilmente confuso e incapaz de pensar por sí mismo. ... incapaz de formular una estrategia general para la campaña terrestre ...

## Antecedentes militares
- 1818: Cadete de la Academia Militar
- 1819: Subteniente de la Guardia de Honor
- 1820: Teniente
- 1823: Capitán
- 1829: Sargento mayor
- 1830: Teniente coronel
- 1838: Coronel
- 1851: Es dado de baja en mayo por haber tomado parte en el motín militar del 20 de abril de 1851 comandante revolucionario del Ejército de Coquimbo.
- 1862: Es vuelto al servicio como Coronel
- 1866: General de Brigada
- 1874: General de División
- 1879: General en Jefe del Ejército de Operaciones del Norte.

Tuvo una destacada carrera militar participando en grandes batallas y fue nombrado comandante en jefe en Campaña en medio de la Guerra del Pacífico. Su nombramiento al mando del Ejército fue acompañado por las designaciones de comandante general de Infantería y Caballería.
| Predecesor: Basilio Urrutia Vásquez 1876-1879 | Comandante en jefe del Ejército en Campaña 1879 | Sucesor: Erasmo Escala Arriagada 1879-1880 |